# Copestylum albitarse
Copestylum albitarse är en tvåvingeart som först beskrevs av Lynch Arribalzaga 1892.  Copestylum albitarse ingår i släktet Copestylum och familjen blomflugor. Inga underarter finns listade i Catalogue of Life.